# Quadricalcarifera viridimargo
Quadricalcarifera viridimargo är en fjärilsart som beskrevs av Sergius G. Kiriakoff 1967. Quadricalcarifera viridimargo ingår i släktet Quadricalcarifera och familjen tandspinnare. Inga underarter finns listade.